# Nymphon giltayi
Nymphon giltayi är en havsspindelart som beskrevs av Hedgpeth, J.W. 1948. Nymphon giltayi ingår i släktet Nymphon och familjen Nymphonidae. Inga underarter finns listade i Catalogue of Life.